# Cerkiew św. Eliasza w Białymstoku
Cerkiew pod wezwaniem św. Proroka Eliasza – prawosławna cerkiew parafialna w Białymstoku. Należy do dekanatu Białystok diecezji białostocko-gdańskiej Polskiego Autokefalicznego Kościoła Prawosławnego.

## Położenie
Cerkiew znajduje się na osiedlu Dojlidy, przy ulicy księdza Aleksandra Tomkowida 6.

## Historia
W 1874 prawosławny baron Rydygier wybudował na cmentarzu kaplicę-grobowiec, w którym pochował swego tragicznie zmarłego syna (kapitana armii rosyjskiej, stacjonującego we Francji), a następnie swoją żonę i brata. W okresie II wojny światowej (lata 1941–1944) cerkiew służyła za skład amunicji armii niemieckiej. Po wycofaniu się wrogich wojsk, kaplica została wyremontowana i zamknięta na klucz. Ponowna konsekracja świątyni nastąpiła w 1946. Pięć lat później rozpoczęto rozbudowę istniejącej kaplicy na pełnowymiarową cerkiew. W latach 1953–1970 nastąpił dynamiczny rozwój przedmieść Białegostoku – Dojlid. W związku z tym zaistniała potrzeba ponownej rozbudowy cerkwi. W 1963 położono kamień węgielny pod budowę nowej świątyni, która powstała na fundamentach starszej kaplicy. Rozbudowa zakończyła się w 1970 i świątynia uzyskała obecny wygląd.
W 2021 r. ukończono gruntowny remont wnętrza cerkwi, w ramach którego pokryto ściany nowymi freskami, odrestaurowano ikonostas, wymieniono podłogę oraz główne drzwi wejściowe.

## Architektura i wnętrza
Budowę cerkwi prowadzono pod kierunkiem prof. Adama Stalony-Dobrzańskiego (z krakowskiej ASP), natomiast freski wykonał J. Łotowski. Cerkiew została wybudowana w stylu nowogrodzkim na planie prostokąta. Wokół świątyni znajduje się cmentarz prawosławny o powierzchni jednego hektara (zał. 1874), na którym znajdują się m.in. nagrobki ofiar powstania styczniowego. 
We wnętrzu świątyni znajdują się:
- grobowiec Rydygierów
- jednopiętrowy, dębowy ołtarz główny przywieziony z osady Sawin k. Chełma
- ołtarz boczny pod wezwaniem Narodzenia Najświętszej Maryi Panny z ikonostasem
- zakrystia-prezbiterium z ikonostasem i ze schodami prowadzącymi na górę – znajdują się tam: chrzcielnica i sala katechetyczna na 50 osób (I piętro) oraz ryznica – miejsce do przechowywania szat liturgicznych (II piętro)
- ikonostas z ikonami: św. Proroka Eliasza, Zbawiciela, Narodzenia Matki Boskiej, archaniołów Gabriela i Michała